# ロバート・テイラー (F1エンジニア)
ロバート・"ロブ"・テイラー（Robert "Rob" Taylor、1959年4月23日 - ）は、イギリス・オックスフォードシャー州デディントン出身のF1マシンデザイナーで、2016年からハースF1チームのチーフデザイナー。

## 人物
1987年、エンジンメーカーのコスワースで働き始め、1989年、ベネトンに転職。
1992年から1996年、フェラーリが英国サリーシャルフォードに設けたフェラーリ・デザイン・アンド・デベロップメント(FDD)のジョン・バーナードの設計チームで4季にわたるフェラーリF1マシンデザインでサスペンション設計を担当(412T1、412T2、F310、F310B)。
1997年、FDDの買収によって成立したジョン・バーナードの設計事務所、「B3テクノロジー」に所属し、バーナード、マイク・コフランとともにTWRアロウズに移り、2002年のチーム消滅まで在籍し、サスペンション設計を担当(A19、A20、A21、A22、A23)。
2002年から2004年、ジャガーのチーフデザイナー(2003:R4, 2004:R5)。
2005年用設計のジャガーR6がレッドブルRB1およびトロ・ロッソSTR1になったことから、初代のレッドブルF1カーと初代のトロ・ロッソF1カーとを設計したことになっていて、2006年には、レッドブル・テクノロジーの前身のレッドブル・レーシング・ホールディングスのチーフデザイナーとして登録されながら、ビスターの設計チームで、姉妹チームのトロ・ロッソ(STR1)のチーフデザイナーを務めていたことになっているが、実際には2006年の年頭にマクラーレンに移籍してマイク・コフランに合流し、2010年までシニアデザインチームを指揮している(MP4-22、MP4-23、MP4-24)。
その後、ヴァージン/マルシャF1 /マノーF1で副チーフデザイナーを務めた。
2015年2月、新設のハースF1のチーフデザイナー就任が発表され、共同テクニカルディレクター。 